# Metriopelma breyeri
Metriopelma breyeri é uma espécie de aranha pertencente à família Theraphosidae (tarântulas).